# Satuek (huyện)
Satuek (tiếng Thái: สตึก) là một huyện (amphoe) ở đông bắc của tỉnh Buriram, đông bắc Thái Lan.

## Địa lý
Các huyện giáp ranh (từ phía nam theo chiều kim đồng hồ) là Krasang, Huai Rat, Ban Dan, Khu Mueang, Khaen Dong của tỉnh Buriram, Chumphon Buri, Tha Tum, Chom Phra và Amphoe Mueang Surin của tỉnh Surin.

## Lịch sử
Ban đầu là một tambon của Mueang Buriram, Tiểu huyện (King Amphoe) Satuek đã được lập năm 1938. Đơn vị này đã được nâng thành huyện ngày 1 tháng 11 năm 1947.

## Hành chính
Huyện này được chia thành 12 phó huyện (tambon), các đơn vị này lại được chia thành 190 làng (muban). Satuek là một thị trấn (thesaban tambon) nằm trên một phần của tambon Satuek và Nikhom. Ngoài ra có 12 Tổ chức hành chính tambon (TAO).
| Số TT | Tên        | Tên tiếng Thái | Số làng | Dân số |  |
| ----- | ---------- | -------------- | ------- | ------ |  |
| 1.    | Satuek     | สตึก            | 25      | 11.481 |  |
| 2.    | Nikhom     | นิคม            | 24      | 16.322 |  |
| 3.    | Thung Wang | ทุ่งวัง           | 15      | 8.480  |  |
| 4.    | Mueang Kae | เมืองแก         | 19      | 11.517 |  |
| 5.    | Nong Yai   | หนองใหญ่        | 16      | 9.153  |  |
| 6.    | Ron Thong  | ร่อนทอง         | 18      | 11.839 |  |
| 9.    | Don Mon    | ดอนมนต์         | 10      | 5.609  |  |
| 10.   | Chum Saeng | ชุมแสง          | 18      | 10.175 |  |
| 11.   | Tha Muang  | ท่าม่วง          | 12      | 6.375  |  |
| 12.   | Sakae      | สะแก           | 13      | 7.170  |  |
| 14.   | Sanam Chai | สนามชัย         | 12      | 6.469  |  |
| 15.   | Krasang    | กระสัง          | 8       | 4.631  |  |

Các con số mất là các tambo nay thuộc huyện Khaen Dong.